# Azazel

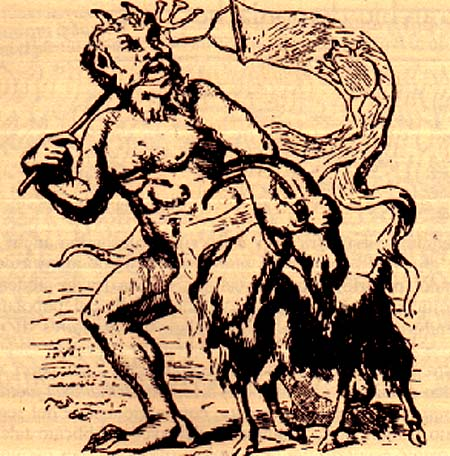
Una interpretazione moderna di Azazel come demone caprino, da Collin de Plancy (Dictionnaire Infernal, Parigi, 1825)

Azazel (aramaico: רמשנאל, ebraico: עזאזל, Aze'ezel arabo: عزازل ‘Azāzil) è un nome enigmatico presente sia nei testi sacri ebraici sia in quelli apocrifi; il nome è presente anche con gli appellativi Rameel e Gadriel. La prima apparizione di questo nome si trova nel Levitico 16:8, dove una capra è designata "per Azazel".

## Origini
Azazel è il demone dei deserti della mitologia ittita, mesopotamica e mazdea.

## Significato
Il nome Azazel (‘ăzaz'ēl) si crede significhi "Colui che è più potente di Dio", dall'ebraico ‘ăzaz, terza persona singolare del perfetto di ‘āzaz, "essere forte", e ’ēl, "Dio". Un'altra teoria usa ‘āzaz nella sua forma più metaforica di "sfrontato" o "impudente" nel significato di "impudente verso Dio". Azazel è inoltre conosciuto come una variante di "Azael", "Aziel", "Asiel".
Altri studi indicherebbero che l'origine del nome vada ricercata nella parola ebraica עֲזָאזֵל ("Asasèl"), che a sua volta deriva da עז ("es"), che significa “capra”, e dal verbo אזל ("Asàl"), che significa “andarsene”, e che rimanda alla vicenda biblica ebraica del capro inviato nel deserto dal sommo sacerdote nel giorno dell'espiazione (Levitico XVI, 3-31).

## Nella Bibbia ebraica e nella letteratura rabbinica
La prima apparizione del nome "Azazel" si trova nel "Libro dei vigilanti", la prima parte del Libro di Enoch. Il testo in questione è anticamente considerato apocrifo internamente all'ebraismo, inoltre il personaggio menzionato non corrisponde ad Azazel, essendo chiamato in realtà Asael. Con tale nome (Asael) si chiama uno degli angeli ribelli che insegnarono agli uomini a costruire armi e alle donne ornamenti e cosmesi (1 Enoch 8,1). Dio manda l'arcangelo Raffaele a incatenarlo e seppellirlo nel deserto di Dudael vicino a Gerusalemme (cap. 10), dove egli vorrebbe anche pentirsi ma non può.
Il nome compare invece in Levitico 16:8, quando Dio ordina al sommo sacerdote Aronne che nel giorno dello Yom Kippur venga sacrificato al Signore un capro per espiare i peccati degli israeliti e che un altro sia mandato nel deserto "ad Azazel"; espressione che pare indicare, piuttosto, la non sacrificabilità del capro e il suo essere appunto inviato nel deserto.
Nel dialetto giudaico-romanesco si dice: "mandare in ngazazelle" con il significato di mandare in malora, mandare perso. Tale modo di dire, molto probabilmente, è un riferimento al capro mandato nel deserto dal Sacerdote.

## Influenza nei media

### Letteratura
- Azazello è uno dei personaggi al seguito di Woland (il diavolo) nel romanzo Il maestro e Margherita di Michail Bulgakov.
- Azazel è un demone donna che, accoppiandosi con un angelo, ha dato origine alla stirpe umana nel romanzo Due candele per il Diavolo di Laura Gallego García.
- Azazel è un piccolo demone rosso, dotato di poteri che gli permettono di interferire sulla fisica, sulle probabilità e sulle menti umane, co-protagonista di una serie di racconti scritti da Isaac Asimov.
- Azazel compare nel quinto libro della saga di Shadowhunters, di Cassandra Clare.
- Azazel è nominato nel terzo libro delle origini, "La principessa", di Cassandra Clare.
- Azazel è il diavolo che costringe il monaco Ipa a raccontare la sua storia nel romanzo Azazel di Youssef Ziedan.
- Azrael è l'angelo della morte che soffre per il proprio vampirismo nella serie paranormal romance di Heather Killough-Walden.
- Azazel è uno dei personaggi Marvel coinvolti nelle battaglie degli X-men (padre biologico di Nightcrawler)
- Azazel è uno dei personaggi principali nella light novel High School DxD. In cui occupa il ruolo di governatore degli angeli caduti
- Azazel è un personaggio malvagio che compare nel romanzo "Prendiluna"di Stefano Benni
- Azazel viene citato nel secondo libro di Lauren Kate Torment
- Azazel viene citato durante un sermone nella chiesa congregazionista del paese di Dunwich, nel racconto L'orrore di Dunwich dello scrittore statunitense Howard Phillips Lovecraft
- Azazel è il nome di un'aeronave semirigida fatta costruire da Giovanni d'Inghilterra nel romanzo Il labirinto magico, di Philip José Farmer
- Azazel è uno dei tre signori dell'inferno nella serie a fumetti Sandman di Neil Gaiman

### Nel cinema e in televisione
- Il demone viene citato nella serie TV X-Files, nell'episodio 2x14.
- Azazel è l'antagonista del film Il tocco del male (1998), dove può trasmigrare di corpo in corpo con un tocco, facendo cantare ossessivamente Time is on my side dei Rolling Stones agli umani da lui posseduti.
- È il nome di un personaggio della Marvel Comics, apparso nel film X-Men - L'inizio; ha un aspetto vagamente demoniaco, una coda che termina con una punta e la pelle rossastra; nei fumetti, ha avuto una storia con la mutante Mystica, da cui è nato Nightcrawler, che ha l'aspetto e i poteri del padre e la pelle blu della madre.
- Nella serie tv Supernatural, l'antagonista delle prime due stagioni, noto come «demone dagli occhi gialli», altri non è che Azazel.
- Nell'anime Highschool DxD Azazel rappresenta uno dei leader degli angeli caduti, in passato in guerra con demoni e clero.
- Nella serie TV Hex il demone Azazel viene interpretato dall'attore Michael Fassbender.
- Nell'anime Soukyuu no Fafner: Exodus, Azazel è un tipo di Festum, gli alieni che attaccano i terrestri.
- Nell'anime Project Arms: the second chapter, Azazel è il nome di un essere senziente di silicio rinvenuto sulla Terra nel cratere generato da un meteorite.
- Nella serie TV Shadowhunters Azazel è presente nell'episodio 2x11 dove compie un eccidio e appare come un giovane uomo.
- Nell'anime Shingeki no Bahamut: Genesis, Azazel è un demone appartenente alla fazione demoniaca degli Angeli Caduti, di cui è il vicecomandante, guidato dal suo superiore, Lucifero.
- Nella webserie Anime e Sangue (tratta dall'omonimo gioco di ruolo), Azazel è uno spirito imprigionato in una spada, che avvisa Peter Pan di stare in guardia da Cyrano.
- Nel film Il mistero della casa del tempo, Azazel conferisce ad Isaac Izard i progetti dell'orologio in grado di riportare la Terra indietro nel tempo.
- Azazel è un personaggio dell'anime (Shingeki no Bahamut: virgin soul.
- nella serie Sandman appare come portavoce dei demoni infernali a colloquio con Lucifero, re dell'inferno (annunciato come Lord Azazel)

### Nei videogiochi
- Azazel è un demone ricorrente nella serie Megami Tensei, in Devil Summoner: Soul Hackers appare come uno degli antagonisti principali e in Soul Hackers 2 come antagonista minore.
- Azazel è il boss finale nel gioco Tekken 6.
- Azazel è uno dei personaggi sbloccabili e giocabili all'interno di The Binding of Isaac: Rebirth.
- Azazel è uno dei personaggi che appare all'interno di Helltaker dalle fattezze angeliche e (come tutte le altre entità) femminile. Diverrà poi il demone supremo Loremaster.
- Azazel è l'antagonista che devi sconfiggere attraverso sacrifici in ‘’Devour’'

### Nella musica
- Azazel viene citato nel brano The Fallen Angel del gruppo heavy metal Iron Maiden.
- Azazel è il titolo del disco Book of Angels Volume 2 scritto da John Zorn e suonato da Masada String Trio ed editato da Tzadik nel 2005.
- Azazel è uno degli angeli caduti citati nel brano Blood of Angels (traccia dell'omonimo album) dei Nox Arcana.
- Azazel viene citato nel brano Ora pro nobis Lucifer del gruppo black metal Behemoth.
- Azazel viene citato nella canzone Canto nyabinghi (traccia dell'album Come un uragano) dell'artista Babaman